# アンベール (インド)

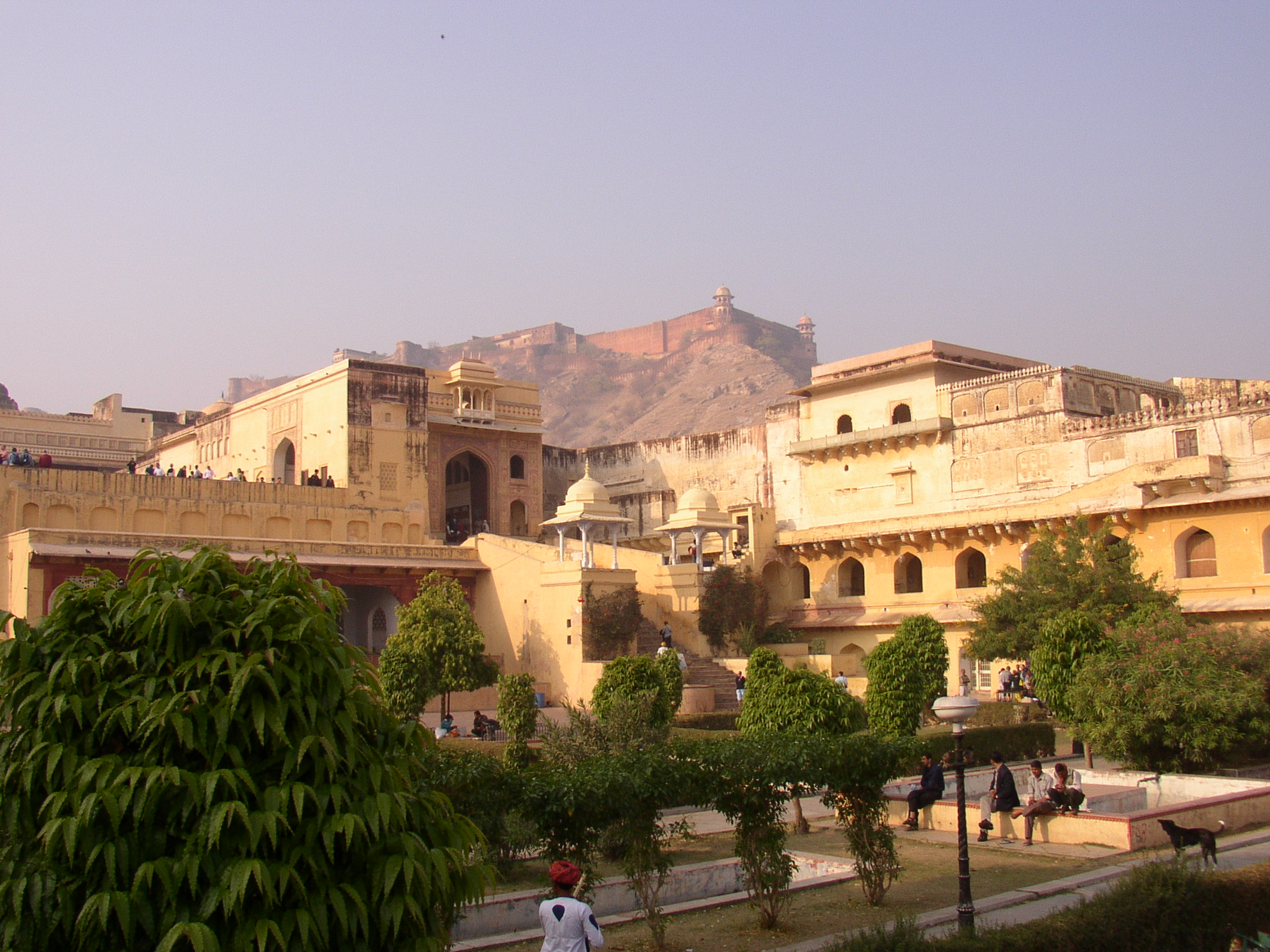
アンベール城

アンベール（ヒンディー語：आमेर、英語：Amber）は、インドのラージャスターン州、アンベール県の都市。ヒンディー語の読みはアーメール（Amer）だが、英語読みのアンベールが広く流通している。

## 歴史
11世紀、アンベールはアンベール王国の首都として建設された。王の居城たるアンベール城も同様に建設され、この城はマーン・シングの治世に大規模な改築が行われた。
17世紀、アンベール王ジャイ・シングによって、ディーワーネ・ハースが建設された。
1727年、アンベール王ジャイ・シング2世はアンベールから自らの名を冠したジャイプルへと遷都した。